# Condado de Aitkin
O Condado de Aitkin é um dos 87 condados do estado americano do Minnesota. A sede e maior cidade do condado é Aitkin.
O condado possui uma área de 5 168 km² (dos quais 456 km² estão cobertos por água), uma população de 15 301 habitantes, e uma densidade populacional de 3 hab/km² (segundo o censo nacional de 2000). O condado foi fundado em 1857.